# Камараш, Иштван
Иштван Камараш (венг. Kamarás István, род. 1 января 1941, Мукачево, Королевство Венгрия) — венгерский социолог, религиовед, литературовед и писатель. Автор нескольких монографий по социологии культуры, искусства и религии. Также известен как автор детской литературы.

## Направления научных исследований
Искусство в обществе, роль священнослужителей, католическая приходская деятельность, обновленческие движения в католицизме и новые религиозные движения.

## Биография
Родился в 1941 г. в Мукачево. В 1959 г. с отличием окончил гимназию им. Аттилы Йожефа в Будапеште. В 1966 г. окончил Будапештский университет по специальностям «венгерская литература», «библиотековедение» и «социология». В 1972 г. в том же университете защитил докторскую диссертацию по литературе. В 1966—1968 гг. работал библиотекарем в библиотеке Венгерской академии наук. В 1968—1985 гг. занимал должность заведующего отдела социологии чтения Центра библиотековедения и методической работы Государственной библиотеки имени Сечени в Будапеште. В 1985—1990 гг. — исследователь социологии религии в Институте культурных исследований. В 1990—1995 гг. — научный консультант в Национальном институте образования. В 1997 г. защитил докторскую диссертацию по прикладной лингвистике в Университете им. Януса Паннониуса. В 1996—1999 гг. занимал должность доцента в том же университете. Преподавал философию, антропологию, социологию искусства и религиоведение. В 1999 г. занял должность профессора в Веспремском университете, где впоследствии основал и возглавил кафедры этики и религиоведения. В 2008 г. получил в Венгерской академии наук учёную степень доктора наук по литературоведению и культурологии.

## Литературная деятельность
И. Камараш также получил известность как автор книг для детей. Его перу принадлежат семь книг, среди которых — несколько сборников детских рассказов и пьес. В 1998 г. одно из произведений И. Камараша получило премию Международного совета по детской и юношеской литературе. Некоторые из пьес И. Камараша были поставлены на венгерском радио. Камараш также ведёт на радио программы для детей и подростков.